# Flags of the World

Flags of the World의 기

Flags of the World(FOTW, FotW)는 인터넷 기학 학회이다. 주요 프로젝트는 모든 종류의 깃발에 관한 종합적인 정보를 수집하며, 관련 메일링리스트를 취급한다. 메일링리스트는 1994년 말에 주세페 보타시니(Giuseppe Bottasini)가 웹사이트를 설립하기 전에 1993년 9월에 논의하는 장소로 시작했다.

## 같이 보기
- 국기 목록